# Автошлях Т 1011
Автошлях Т 1011 — автомобільний шлях територіального значення в Київській області. Проходить територією Бучанського району. Загальна довжина — 54,6 км.
Проходить крізь населені пункти Здвижівка, Берестянка, Михайленків, Коблицький Ліс, Коблиця, Тальське, Мирча, Стара Буда, Качали, Галинка, Загальці, Вишняки, Майданівка, Язвинка, Макарівська Буда.